# Campeonato CBC
El CBC Championship o CaribeBasket es un torneo internacional de baloncesto patrocinado por FIBA en el que participan equipos nacionales del Caribe. Estos países son miembros de la Confederación de Baloncesto del Caribe (CBC). Los primeros tres o cuatro equipos generalmente ganan puestos en el Centrobasket donde compiten por puestos en el FIBA AmeriCup, desde donde pueden clasificarse para la Copa Mundial de Baloncesto FIBA o los Juegos Olímpicos de Verano. Actualmente hay 24 países del Caribe que pueden competir en este evento.
La celebración del torneo suele ser cada dos años. Puerto Rico es tradicionalmente el equipo más fuerte de esta región que ganó el oro en 1985 con jugadores como Ramón Ramos y Ferdinand Martínez (MVP). Raramente compiten ya que el escuadrón usualmente ya se ganó un lugar en el Centrobasket posterior. Hasta 2002, este torneo se llamó el Campeonato de baloncesto de CARICOM. Hasta 2014, el torneo se había celebrado 22 veces.

## Ediciones

### Masculino
| 1981 | Guyana – Georgetown                                |    | Jamaica                              | Trinidad y Tobago                    | Guyana                               |
| 1982 | Jamaica – Kingston                                 |    | Bahamas                              | Trinidad y Tobago                    | Jamaica                              |
| 1984 | Bahamas – Nassau                                   |    | Bahamas                              | Jamaica                              | Guyana                               |
| 1985 | Barbados – Bridgetown                              |    | Bahamas                              | Barbados                             | Guyana                               |
| 1986 | Trinidad y Tobago – Puerto España                  |    | Trinidad y Tobago                    | desconocido                          | desconocido                          |
| 1987 | Surinam – Paramaribo                               |    | Trinidad y Tobago                    | Guyana                               | Surinam                              |
| 1988 | Guyana – Georgetown                                | 8  | Trinidad y Tobago                    | Guyana                               | Barbados                             |
| 1990 | Trinidad y Tobago – Puerto España                  | 5  | Trinidad y Tobago                    | bm                                   | Jamaica                              |
| 1991 | Jamaica – Kingston                                 |    | Bahamas                              | Jamaica                              | Trinidad y Tobago                    |
| 1993 | Barbados – Bridgetown                              |    | Bahamas                              | Barbados                             | Jamaica                              |
| 1994 | Guyana – Georgetown                                |    | Barbados                             | Guyana                               | Jamaica                              |
| 1995 | Bahamas – Nassau                                   |    | Bahamas                              | Jamaica                              | Trinidad y Tobago                    |
| 1996 | Trinidad y Tobago – Puerto España                  | 7  | Jamaica                              | Trinidad y Tobago                    | Bahamas                              |
| 1998 | Belice – Ciudad de Belice                          | 4  | Belice                               | Barbados                             | Bahamas                              |
| 2000 | Barbados – Bridgetown                              | 9  | Barbados                             | Islas Vírgenes de los Estados Unidos | Guyana                               |
| 2002 | Islas Vírgenes de los Estados Unidos – Santo Tomás | 9  | Islas Vírgenes de los Estados Unidos | República Dominicana                 | Antigua y Barbuda                    |
| 2004 | Cuba – Santiago de Cuba                            | 7  | Cuba                                 | Barbados                             | Antigua y Barbuda                    |
| 2006 | Jamaica – Kingston                                 | 7  | Jamaica                              | Islas Vírgenes de los Estados Unidos | Cuba                                 |
| 2007 | Puerto Rico – Caguas                               | 9  | bm                                   | bm                                   | Cuba                                 |
| 2009 | Islas Vírgenes Británicas – Road Town              | 8  | Jamaica                              | Islas Vírgenes Británicas            | Cuba                                 |
| 2011 | Bahamas – Nassau                                   | 9  | Islas Vírgenes de los Estados Unidos | Bahamas                              | Jamaica                              |
| 2014 | Islas Vírgenes Británicas – Road Town              | 8  | Bahamas                              | Cuba                                 | Islas Vírgenes de los Estados Unidos |
| 2015 | Islas Vírgenes Británicas – Road Town              | 10 | Islas Vírgenes de los Estados Unidos | Bahamas                              | Antigua y Barbuda                    |
| 2018 | Surinam – Paramaribo                               | 10 | Guyana                               | Antigua y Barbuda                    | Barbados                             |

- Datos: Q5425594